# Trevor Bowen
Pour les articles homonymes, voir Bowen.
Trevor Bowen, né en 1941, est un acteur, scénariste et écrivain anglais, qui utilise le pseudonyme de T.R. Bowen pour signer ses écrits. 
Depuis le milieu des années 1960, il apparaît régulièrement dans bon nombre de téléfilms et séries télévisées, mais il est principalement connu pour ses scénarios et adaptations de romans policiers pour la télévision britannique, notamment « Agatha Christie's Miss Marple », avec l'actrice Joan Hickson dans le rôle-titre.

## Biographie
Fils du Major Général W.O. Bowen, Trevor Bowen s'oriente très jeune vers les arts du spectacle. Tout d'abord pensionnaire au "Dulwich College", dans le sud-est de Londres (une école privée fondée par Edward Alleyn, figure marquante du théâtre élisabéthain), Trevor Bowen poursuit ses études à la "Winchester Art School", puis au "Queens' College", l'un des 31 collèges de la prestigieuse Université de Cambridge. Formé à l'art dramatique, il y sera président de la "Marlowe Society", le club de théâtre de l'université, et s'y produira dans plusieurs de ses spectacles.
À l'issue de ses études, Trevor Bowen intègre la célèbre Royal Shakespeare Company et apparaît dans certaines des pièces de son répertoire, tant à Londres qu'en tournée. 
En 1965, il obtient son premier rôle au cinéma dans « Darling chérie », un film de John Schlesinger, qui remporta trois Oscars en 1966. 
Si Trevor Bowen poursuit principalement sa carrière d'acteur à la télévision, dès le début des années 1970, il se lance parallèlement dans l'écriture, publiant un premier ouvrage, « Punctuations : a novel », aux Éditions Constable, à Londres. La parution de son deuxième roman, « The Emperor's Falcon », en 1980, accompagne le développement de son activité de scénariste et d'adaptateur pour la télévision britannique. Il travaille notamment sur des séries de renom, telles que Sherlock Holmes, narrant les aventures du fameux détective d'Arthur Conan Doyle, incarné par l'acteur anglais Jeremy Brett. On en retiendra en particulier son adaptation fidèle du Chien des Baskerville en 1988, dans le 11e et dernier épisode de la série intitulée Le Retour de Sherlock Holmes.
D'autres icônes de la littérature britannique feront l'objet des adaptations de Trevor Bowen pour la télévision, en particulier Hercule Poirot et surtout Miss Marple. 
Si en 1991 il signe le scénario du « Mystère de Hunter's Lodge » pour la série "Agatha Christie's Poirot", avec David Suchet dans le rôle du détective belge, c'est surtout avec la vieille dame de St. Mary Mead qu'il va s'illustrer, écrivant de 1986 à 1992 pas moins de huit épisodes pour la série de la BBC "Agatha Christie's Miss Marple", avec l'actrice Joan Hickson dans le rôle-titre. 
Son travail de scénariste a d'ailleurs été reconnu à plusieurs reprises, notamment par quatre nominations aux Edgars, décernés chaque année par l'Association des auteurs de romans policiers d'Amérique, qui récompense les auteurs des meilleures œuvres policières dans le domaine télévisuel, entre autres. Ce fut le cas en 1999 pour son adaptation du premier roman d'Anne Perry « L'Étrangleur de Cater Street ».
Spécialiste confirmé du whodunit, en 2002 il publie, sous le nom de T.R. Bowen, son 4e ouvrage, « Black Camel », plaçant l'action au sein de Cambridge, l'université de sa jeunesse.

## Filmographie sélective

### Acteur
NB : En tant qu'acteur, il est généralement crédité au générique des films sous le nom de Trevor Bowen.
- 1965 : « Darling », film britannique de John Schlesinger : Tony Bridges
- 1972 : « A Family at War (en) », série télévisée britannique : Tony Briggs
- 1978 : « Edward and Mrs. Simpson », mini-série réalisée par Waris Hussein pour la chaîne britannique ITV : Duff Cooper
- 1985 : « Edge of Darkness[3] », série télévisée réalisée pour la BBC par Martin Campbell : Childs .
- 1986 : « First Among Equals (en) », série télévisée britannique : Henry Lindsay
- 1989 : « Le Major parlait trop » (A Caribbean Mystery), téléfilm de la série britannique Miss Marple : Raymond West
- 1991 : « Thatcher : The Final Days (en) », téléfilm de Tim Sullivan : Kenneth Baker, Baron de Dorking
- 1992 : « Le miroir se brisa » (The Mirror Crack'd from Side to Side), téléfilm de la série Miss Marple : Raymond West
- 1998 : « Inspecteur Wexford » (The Ruth Rendell Mysteries), série créée d'après les romans de Ruth Rendell : Jefrey Godwin.
- 2000 : « Jardinage à l'anglaise » (Greenfingers), film de Joel Hershman : Le Président de la Royal Horticultural Society
- 2001 : « Judge John Deed », série télévisée britannique : Sir Michael Niven
- 2007 : « Cours toujours Dennis » (Run, Fat Boy, Run), film réalisé par David Schwimmer : Le Docteur

### Scénariste ou adaptateur
NB : En tant que scénariste ou adaptateur, il est généralement crédité au générique des films sous le nom de T.R. Bowen.
- 1985 : « Mr. and Mrs. Edgehill », téléfilm britannique avec Ian Holm  et Judi Dench dans les rôles titres.
- 1994 : « Milner », téléfilm britannique réalisé par John Strickland, avec Mel Smith et John Hannah
- 1998 : « L'Étrangleur de Cater Street » (The Cater Street Hangman), téléfilm d'après le roman d'Anne Perry
- 1999 : « Un Feu qui couve » (Trial by fire), téléfilm d'après le roman de Frances Fyfield
- 1999 : « The Secret », mini-série britannique, d'après le roman The Harrogate Secret (1988) de Catherine Cookson
- 2001 : « Mutiny », 5e épisode de la série Hornblower, avec Ioan Gruffudd dans le rôle d'Horatio Hornblower

#### Adaptations des œuvres d'Agatha Christie

##### Épisodes de la sérieThe Agatha Christie Hour
- 1982 : « Agence matrimoniale » (The Case of the Discontented Soldier), 5e épisode de la série, tiré de la nouvelle L'Officier en retraite mettant en scène Parker Pyne ;
- 1982 : « Le Vase bleu » (The Mystery of the Blue Jar), 7e épisode de la série, tiré de la nouvelle Le Mystère du vase bleu.

##### Épisodes de la sérieMiss Marple
- 1986 : « Un cadavre dans la bibliothèque » (The Body in the Library), d'après le roman éponyme ;
- 1986 : « Une poignée de seigle » (A Pocket full of Rye), d'après le roman éponyme ;
- 1986 : « L'Affaire Protheroe » (The Murder at the Vicarage), d'après le roman éponyme ;
- 1987 : « Némésis » (Nemesis), d'après le roman éponyme ;
- 1988 : « Le Train de 16 h 50 » (4.50 from Paddington), réalisation : Martyn Friend, d'après le roman éponyme ;
- 1989 : « Le Major parlait trop » (A Caribbean Mystery), d'après le roman éponyme ;
- 1991 : « Le Manoir de l'illusion » (They Do It with Mirrors), d'après le roman Jeux de glaces ;
- 1992 : « Le miroir se brisa » (The Mirror Crack'd from Side to Side), d'après le roman éponyme.

##### Téléfilm de la sérieHercule Poirot
- 1991 : « Le Mystère de Hunter's Lodge » (The Mystery of Hunter's Lodge), d'après la nouvelle éponyme.

#### Adaptations des œuvres d'Arthur Conan Doyle

##### Téléfilms de la sérieSherlock Holmes
- Le Retour de Sherlock Holmes (1986-1988) :
  - 1986 : « L'École du prieuré » (The Priory School), d'après la nouvelle éponyme ;
  - 1986 : « Le Mystère d'Abbey Grange » (The Abbey Grange), d'après la nouvelle Le Manoir de l'Abbaye ;
  - 1988 : « Le Chien des Baskerville » (The Hound of the Baskervilles), d'après le roman éponyme.

- Les Archives de Sherlock Holmes (ou Les Souvenirs de Sherlock Holmes) (1991-1993) :
  - 1991 : « La Disparition de lady Frances Carfax » (The Disappearance of Lady Frances Carfax), d'après la nouvelle éponyme[4] ;
  - 1993 : « Le Gentilhomme célibataire » (The Eligible Bachelor), d'après la nouvelle Un aristocrate célibataire[5].

- Les Mémoires de Sherlock Holmes (1994) :
  - 1994 : « L’Aventure du détective agonisant » (The Dying Detective), d'après la nouvelle Le Détective agonisant ;
  - 1994 : « La Boîte en carton » (The Cardboard Box), d'après la nouvelle éponyme.

## Œuvre littéraire

### Romans signés Trevor Bowen
- 1971 : Punctuations : a novel, Édition : Constable  (ISBN 978-0094571006)
- 1980 : The Emperor's Falcon, Édition : Methuen young books, Londres  (ISBN 978-0416883305)

### Romans signés T.R. Bowen
- 1999 : The Death of Amy Parris, Édition : Penguin Books Ltd, Londres  (ISBN 978-0140271300)
- 2002 : Black Camel, Édition : Penguin Books Ltd, Londres  (ISBN 978-0140285123)
- 2005 : Countryhouse Gothic, Édition : Penguin Books Ltd, Londres  (ISBN 978-0140285130)

## Prix et Distinctions

### Nominations
- Prix Edgar-Allan-Poe :

Nominations dans la catégorie "Meilleur scénario pour un film de télévision ou une mini-série"  :
1990 : « L'Affaire Protheroe » (The Murder at the Vicarage), d'après le roman éponyme d'Agatha Christie.
1999 : « L'Étrangleur de Cater Street » (The Cater Street Hangman), d'après le roman éponyme d'Anne Perry.
2001 : « Un Feu qui couve » (Trial by fire), d'après le roman éponyme de Frances Fyfield.
Nomination dans la catégorie "Meilleur scénario pour un épisode de série télévisée"  :
1996 : « Le Gentilhomme célibataire » (The Eligible Bachelor), d'après la nouvelle Un aristocrate célibataire d'Arthur Conan Doyle.